# Sistema fotométrico Strömgren
Um dos sistemas fotométricos de banda intermediária mais usados é o sistema fotométrico Strömgren, definido em 1963 pelo astrônomo dinamarquês Bengt Georg Daniel Strömgren (1908-1987), no Quarterly Journal of the Royal Astronomical Society, 4, 8, consistindo de filtros com larguras entre 180 e 300 Å, centrados em 3500, 4110, 4670 e 5470 Å, cujas magnitudes são chamadas: u, v, b e y.

## Referência
Begnt Strömgren. Spectral Classification Through Photoelectric Narrow-Band Photometry, Annual Review of Astronomy and Astrophysics, 4, 433-72 (1966).